# Тюрксат
Тюрксат Компания за Сателитни Комуникации и Кабелна Телевизия (на турски: Türksat Uydu Haberleşme Kablo TV ve İşletme A.Ş) е единствения комуникационен сателитен оператор на Турция. Създадена е на 21 декември 1990 г. като държавна компания на име Национален сателит за комуникация Тюрксат (турски: Türksat Milli Haberleşme Uyduları) със седалище Гьолбашъ, Анкара; С включването на компанията за сателитни услуги на Турските телекомуникации, се преименува официално в Тюрскат на 22 юли 2004.
Тюрксат също притежава 100% от акциите на Евразиясат съвместно създадена като отделена компания с Aérospatiale през 1996 г. за производство и стартиране на Türksat 2A (Eurasiasat 1) през 2001 г.

## Сателити
Тюрксат стартира серията сателити Тюрксат и експлоатирала в миналото комуникационни спътници Türksat 1C, Türksat 2A, Türksat 3A и Astra 1D.
Türksat 4A е в експлоатация. Компанията извършва сателитна телекомуникация в своята наземна станция Гьолбашъ в Анкара. Тюрксат 4A стартира на 17 февруари 2014 г. в сътрудничество с Rosoboronexport.

## Кабелна телевизия и интернет услуга
Тюрксат основава Телесвят, цифрова кабелна телевизия и интернет услуга, на 1 ноември 2008 г.